# Luis Görlich
Luis Görlich (Heidelberg, 1 april 2000) is een Duits voetballer die als verdediger speelt.

## Carrière
Görlich zijn carrière begon, na wat omwentelingen, in jeugd van TSG 1899 Hoffenheim. Zijn vader was hier algemeen directeur. Tot 2021 speelde hij zijn wedstrijden in het beloftenteam van de club dat uitkwam op het vierde voetbalniveau van Duitsland. Na drie seizoenen maakte hij de overstap naar Eintracht Braunschweig. Hier speelde hij een handvol wedstrijden in het seizoen 2021/22, omdat de club promoveerde naar het tweede voetbalniveau nam zijn kans op speelminuten verder af. In de voorbereiding van het seizoen 2022/23 kwam hij op proef bij PEC Zwolle. Na een aantal weken en oefenwedstrijden tekende hij op 3 augustus 2022 een tweejarig contract bij de Zwollenaren.
In februari 2024 vertrok hij naar Bryne FK.

### Carrièrestatistieken
| Seizoen                         | Club                   | Land            | Competitie           | Competitie | Competitie | Beker | Beker | Internationaal | Internationaal | Overig | Overig | Totaal | Totaal |
| Seizoen                         | Club                   | Land            | Competitie           | Wed.       | Dlp.       | Wed.  | Dlp.  | Wed.           | Dlp.           | Wed.   | Dlp.   | Wed.   | Dlp.   |
| ------------------------------- | ---------------------- | --------------- | -------------------- | ---------- | ---------- | ----- | ----- | -------------- | -------------- | ------ | ------ | ------ | ------ |
| 2018/19                         | TSG 1899 Hoffenheim II | Duitsland       | Regionalliga Südwest | 10         | 1          | –     | –     | –              | –              | 0      | 0      | 10     | 1      |
| 2019/20                         | TSG 1899 Hoffenheim II | Duitsland       | Regionalliga Südwest | 16         | 0          | –     | –     | –              | –              | 0      | 0      | 16     | 0      |
| 2020/21                         | TSG 1899 Hoffenheim II | Duitsland       | Regionalliga Südwest | 33         | 1          | –     | –     | –              | –              | 0      | 0      | 33     | 1      |
| 2021/22                         | Eintracht Braunschweig | Duitsland       | 3. Liga              | 3          | 0          | 0     | 0     | –              | –              | 2      | 0      | 5      | 0      |
| 2022/23                         | PEC Zwolle             | Nederland       | Eerste divisie       | 19         | 4          | 0     | 0     | –              | –              | 0      | 0      | 19     | 4      |
| 2023/24                         | PEC Zwolle             | Nederland       | Eredivisie           | 0          | 0          | 0     | 0     | –              | –              | 0      | 0      | 0      | 0      |
| 2023/24                         | Bryne FK               | Noorwegen       | 1. divisjon          | 0          | 0          | 0     | 0     | –              | –              | 0      | 0      | 0      | 0      |
| Carrière totaal                 | Carrière totaal        | Carrière totaal | Carrière totaal      | 81         | 6          | 0     | 0     | 0              | 0              | 2      | 0      | 83     | 6      |
| Bijgewerkt tot 20 februari 2024 |                        |                 |                      |            |            |       |       |                |                |        |        |        |        |